# Lotononis dieterlenii
Lotononis dieterlenii är en ärtväxtart som beskrevs av Edwin Percy Phillips. Lotononis dieterlenii ingår i släktet Lotononis och familjen ärtväxter. Inga underarter finns listade i Catalogue of Life.